# On the Might of Princes
On the Might of Princes war eine aus Long Island, New York stammende Screamo-Band. Die 1998 gegründete Band hat bis zu ihrer Auflösung 2004 drei Alben veröffentlicht.

## Bandgeschichte
On the Might of Princes wurde 1998 von Jason Rosenthal (Gitarre, Gesang, Melodica), Lou Fontana (Gitarre, Gesang), Tom Orza (E-Bass, Gesang) und Chris Enriquez (Schlagzeug, Klavier) in Long Island, New York gegründet. 1999 erschien das erste Album The Making of a Conversation auf Rok Lok Records. Anschließend wechselte die Band zu Creep Records/Traffic Violation Records und veröffentlichte dort das Zweitwerk Where You Are and Where You Want to Be (2001). Ihr letztes Album Sirens erschien 2003 auf dem renommierten Punklabel Revelation Records. Ein Jahr später löste sich die Band auf.
Im Mai 2007 und im August 2008 spielte die Band einige Reunionshows. Ansonsten konzentrieren sich die ehemaligen Bandmitglieder auf ihre neuen Bands. So spielen Tom Orza und Chris Enriquez bei Villa Vina. Lou Fontana ist bei God’s Gift to Woman, Small Arms Dealer und With every Idle Hour. Jason Rosenthal spielt bei The Brass and Vehicles und gründete 2010 zusammen mit Orza Procopio.

## Musikstil
On the Might of Princes spielen Screamo-/Post-Hardcore, der sich durch rasche Tempowechsel, ein überwiegend technisches Spiel und introspektive Texte auszeichnet. Dabei verarbeitet die Band so unterschiedliche Musikrichtungen wie Melodic Hardcore, Emo, Goth-, Post-Rock, Indie-Rock und New Wave.

## Diskografie
- 1999: The Making of a Conversation (Rok Lok Records)
- 2002: Where You Are and Where You Want to Be (Traffic Violation Records)
- 2003: Sirens (Revelation Records)